# Leichtathletik-Länderkampf der Frauen 1954 BR Deutschland – Schweiz
| 6. Leichtathletik-Länderkampf mit bundesdeutscher Beteiligung 1954 | 6. Leichtathletik-Länderkampf mit bundesdeutscher Beteiligung 1954 |               |
| ------------------------------------------------------------------ | ------------------------------------------------------------------ | ------------- |
|                                                                    |                                                                    |               |
| Ländervergleich der Frauen: BR Deutschland – Schweiz               |                                                                    |               |
| Austragungsort                                                     | Ludwigshafen                                                       |               |
| Wettbewerbe                                                        | 10                                                                 |               |
| Datum                                                              | 14./15. August 1954                                                |               |
| 1. FRG 2. CHE                                                      | 77 Punkte 29 Punkte                                                |               |
| Chronik                                                            |                                                                    |               |
| ← FRG-SUI (M)                                                      | LUX-FRG (M) →                                                      | LUX-FRG (M) → |

Den sechsten Vergleich des Länderkampfjahres 1954 trugen Deutschlands Leichtathletinnen in einer gemeinsamen Veranstaltung mit den Männern in Ludwigshafen am Rhein gegen die Schweiz aus. Am 14./15. August traten die Frauen ebenfalls gegen die Schweiz an.

## Wettbewerbe und Modus
Ausgetragen wurden alle neun der damals olympischen Frauendisziplinen. Darüber hinaus stand als zehnter Wettbewerb noch ein Rennen über 60 Meter auf dem Programm. Gewertet wurde wie bei den Männern, das heißt in den Einzeldisziplinen nach dem Standardsystem, in den Staffeln mit fünf zu zwei Punkten. 

## Ergebnis
Die bundesdeutschen Sportlerinnen gestalteten dieses Aufeinandertreffen hoch dominant. Sie entschieden sämtliche Disziplinen für sich, alle Einzelwettbewerbe mit Doppelsiegen. Auch ihr viertes Aufeinandertreffen mit der Schweiz gewannen die Leichtathletinnen der Bundesrepublik Deutschland wieder deutlich überlegen mit diesmal 77 zu 29 Punkten.

## Weitere Länderkämpfe am selben Wochenende
An diesem Wochenende fand mit der Begegnung gegen die Niederlande in Hamm ein weiterer Länderkampf der Frauen statt, die somit für diese Vergleich zwei unterschiedliche Mannschaften stellen mussten. Beide Begegnungen wurden siegreich beendet. Die Männer traten gemeinsam mit den Frauen an diesem Wochenende gegen Schweiz und die Niederlande an. Darüber hinaus trugen sie einen weiteren Länderkampf mit Luxemburg in Düdelingen aus. Auch sie entschieden ihre drei parallelen Aufeinandertreffen mit drei unterschiedlichen Teams jeweils für sich.

## Resultate

### 60 m
| Platz | Athletin              | Land | Zeit (s) |
| ----- | --------------------- | ---- | -------- |
| 1     | Anneliese Seonbuchner | FRG  | 7,6      |
| 2     | Irene Brütting        | FRG  | 7,7      |
| 3     | Edith Jakob           | CHE  | 7,8      |
| 4     | Dora Kunz             | CHE  | 8,0      |

Datum: 14. August

### 100 m
| Platz | Athletin       | Land | Zeit (s) |
| ----- | -------------- | ---- | -------- |
| 1     | Irene Brütting | FRG  | 12,4     |
| 2     | Elfriede Butz  | FRG  | 12,4     |
| 3     | Sonja Prétôt   | CHE  | 12,5     |
| 4     | Edith Jakob    | CHE  | 12,8     |

Datum: 15. August

### 200 m
| Platz | Athletin      | Land | Zeit (s) |
| ----- | ------------- | ---- | -------- |
| 1     | Jutta Klinge  | FRG  | 25,3     |
| 2     | Ulrike Lehr   | FRG  | 26,1     |
| 3     | Sonja Prétôt  | CHE  | 26,6     |
| 4     | Alice Bernard | CHE  | 27,3     |

Datum: 14. August

### 80 m Hürden
| Platz | Athletin              | Land | Zeit (s) |
| ----- | --------------------- | ---- | -------- |
| 1     | Anneliese Seonbuchner | FRG  | 11,1     |
| 2     | Zenta Gastl           | FRG  | 11,5     |
| 3     | Gretel Bolliger       | CHE  | 11,9     |
| 4     | Trudy Hänseler        | CHE  | 12,3     |

Datum: 15. August

### 4 × 100 m Staffel
| Platz | Besetzung      | Land                                                  | Zeit (s) |
| ----- | -------------- | ----------------------------------------------------- | -------- |
| 1     | BR Deutschland | Ulrike Lehr Irene Brütting Jutta Klinge Elfriede Butz | 48,5     |
| 2     | Schweiz        | Alice Bernard Edith Jakob Trudy Hänseler Sonja Prétôt | 49,9     |

Datum: 15. August

### Hochsprung
| Platz | Athletin    | Land | Höhe (m) |
| ----- | ----------- | ---- | -------- |
| 1     | Maria Sturm | FRG  | 1,53     |
| 2     | Gerda Bär   | FRG  | 1,46     |
| 3     | Ammann      | CHE  | 1,43     |
| 4     | Gilomen     | CHE  | 1,40     |

Datum: 15. August

### Weitsprung
| Platz | Athletin        | Land | Weite (m) |
| ----- | --------------- | ---- | --------- |
| 1     | Renate Ibert    | FRG  | 5,53      |
| 2     | Lore Fauth      | FRG  | 5,39      |
| 3     | Gretel Bolliger | CHE  | 5,06      |
| 4     | Zbinden         | CHE  | 4,80      |

Datum: 14. August

### Kugelstoßen
| Platz | Athletin          | Land | Weite (m) |
| ----- | ----------------- | ---- | --------- |
| 1     | Marianne Heinrich | FRG  | 11,54     |
| 2     | Maria Sturm       | FRG  | 11,52     |
| 3     | Gretel Bolliger   | CHE  | 11,28     |
| 4     | Gaedel            | CHE  | 10,03     |

Datum: 14. August

### Diskuswurf
| Platz | Athletin          | Land | Weite (m) |
| ----- | ----------------- | ---- | --------- |
| 1     | Marianne Heinrich | FRG  | 43,85     |
| 2     | Ilse Peters       | FRG  | 42,50     |
| 3     | Gretel Bolliger   | CHE  | 39,78     |
| 4     | Gaedel            | CHE  | 32,38     |

Datum: 15. August

### Speerwurf
| Platz | Athletin         | Land | Weite (m) |
| ----- | ---------------- | ---- | --------- |
| 1     | Elisabeth Groß   | FRG  | 45,66     |
| 2     | Gisela Maier     | FRG  | 40,81     |
| 3     | Annemarie Berner | CHE  | 36,98     |
| 4     | Grütter          | CHE  | 31,83     |

Datum: 15. August